# Гражданский выбор (партия)
Гражданский выбор (итал. Scelta Civica) — итальянская центристская либеральная политическая партия, отстаивавшая европейские ценности.
Основана в 2013 году пожизненным сенатором и председателем Совета министров Италии в 2011—2013 годах Марио Монти накануне выборов, позиционировала себя как политическую силу, защищающую принципы гражданственности, стоящую вне системы традиционных партий и намеренную проводить политику, начатую «технократическим» правительством Монти.

## Создание и парламентские выборы 2013 года
В преддверии парламентских выборов 2013 года «технический» премьер Марио Монти решил принять в них участие, констатировав существование определённой общественной поддержки его программы, обычно называемой Agenda Monti («Повестка дня Монти»), и основал новую политическую партию с целью привлечения её к участию в следующем правительстве.
Официальная презентация партии «Гражданский выбор» состоялась в римском отеле Plaza 4 января 2013 года в ходе пресс-конференции Монти, на которой он заявил о намерении включить в партийный список кандидатов, которые прежде никогда не избирались в парламент. К участию в списке привлекались также центристские и либеральные движения (Italia Futura во главе с Кордеро ди Монтедземоло и Unione per il Trentino Лоренцо Деллаи), группа представителей католических кругов (в том числе Андреа Оливеро и Андреа Риккарди).
Партия вошла в коалицию с Союзом Центра Пьера Фердинандо Казини и движением "Будущее и Свобода" Джанфранко Фини, образовав три отдельных списка на выборах в Палату депутатов и один общий под названием «С Монти — за Италию» (Con Monti per l’Italia) на выборах в Сенат.
Список «Гражданского выбора» получил на выборах в Палату депутатов 24 и 25 февраля 2013 года 2 824 065 голосов, что составило 8,3 % и дало партии 37 мест. На выборах в Сенат за единый список it:Con Monti per l'Italia было подано 2 797 586 голосов (9,13 %), что обеспечило 19 мест, из которых 15 были заняты представителями «Гражданского выбора». В официальном списке депутатов XVII созыва (XVII legislatura) в обеих палатах оформлены единые списки «Гражданского выбора» и его союзников, получившие название Scelta Civica per l’Italia (Гражданский выбор для Италии).
16 мая 2013 года Ассамблея депутатов от «Гражданского выбора» в парламенте единогласно избрала Марио Монти председателем партии, 23 мая 2013 года партийный съезд утвердил организационную структуру, предложенную Монти: Комитет президиума (Comitato di Presidenza) и Координационный политический совет (Coordinamento politico); последний формируется из членов президиума и ответственных за отдельные направления деятельности партии.

## Представительство в парламенте XVII-го созыва

### Фракция «Гражданский выбор для Италии» в Палате депутатов

#### Общие сведения
По состоянию на 2 декабря 2013 года единая фракция «Гражданский выбор для Италии» (Scelta Civica per l’Italia) в Палате депутатов насчитывала 46 человек (из них 1 место — у представителя партии "Будущее и Свобода" и 8 — у Союза Центра); фракцию с 19 марта 2013 года возглавлял представитель региональной партии "Союз за Трентино" Лоренцо Деллаи. С 16 июля 2014 года фракцию возглавляет Андреа Мадзиотти ди Чельсо.
8 апреля 2013 года депутат Фушиа Ниссоли перешла в группу "Соединённое движение итальянцев за границей" (Смешанная фракция), но 10 апреля 2013 года вернулась во фракцию «Гражданский выбор для Италии»; 19 ноября 2013 года депутат Эдоардо Нези перешёл в Смешанную фракцию, не присоединившись к какой-либо партийной группе. 10 декабря 2013 года 20 депутатов, включая Лоренцо Деллаи, перешли во вновь образованную фракцию «За Италию» (Per l’Italia).
28 сентября 2016 года Палата депутатов утвердила добровольную отставку члена фракции ГВ Иларии Капуа, которая, будучи известным вирусологом, с 2014 года находилась под следствием по подозрению в причастности к распространению эпидемии птичьего гриппа, но 5 июля 2016 года была полностью оправдана.

#### Руководство фракции
| Депутат                                                     | Вторая должность во фракции              | Примечание |
| Председатель фракции (Presidente)                           | Председатель фракции (Presidente)        | Председатель фракции (Presidente)                                                                                        |
| ----------------------------------------------------------- | ---------------------------------------- | --- |
| Андреа Мадзиотти ди Чельсо                                  |                                          | С 16 июля 2014 |
| Андреа Романо                                               |                                          | Занимал должность с 11 декабря 2013 по 4 июня 2014; 21 октября 2014 вышел из фракции                                     |
| Лоренцо Деллаи                                              |                                          | Занимал должность с 19 марта 2013 по 10 декабря 2013 (перешёл во фракцию «За Италию»).                                   |
| Первый заместитель председателя (Vicepresidente Vicario)    |                                          | |
| Антимо Чезаро                                               | Делегат зала заседаний (Delegato d’aula) | |
| Джанпьеро Д’Алия                                            |                                          | Член Союза центра, вышел из руководства фракции в ноябре 2013 года. 10 декабря 2013 года перешёл во фракцию «За Италию». |
| Заместитель председателя (Vicepresidente)                   |                                          | |
| Бруно Молеа                                                 | Делегат зала заседаний (Delegato d’aula) | |
| Адриана Гальгано                                            |                                          | Ушла с должности. |
| Секретарь зала заседаний (Segretario d’Aula)                |                                          | |
| Мариано Рабино                                              | Делегат зала заседаний (Delegato d’aula) | |
| Джеа Скиро                                                  | Член Руководящего комитета               | 10 декабря 2013 года перешла во фракцию «За Италию».                                                                     |
| Казначей (Tesoriere)                                        |                                          | |
| Джулио Чезаре Соттанелли                                    |                                          | |
| Паоло Вителли                                               | Член Руководящего комитета               | Ушёл с обеих должностей                                                                                                  |
| Члены Руководящего комитета (Membri del Comitato direttivo) |                                          | |
| Марио Катания                                               |                                          | |
| Сальваторе Матеррезе                                        |                                          | |
| Валентина Веццали                                           |                                          | |
| Марио Карузо                                                |                                          | 10 декабря 2013 года перешёл во фракцию «За Италию».                                                                     |
| Андреа Каузин                                               |                                          | Ушёл с должности |
| Бруно Молеа                                                 |                                          | Перешёл на должность заместителя председателя фракции                                                                    |
| Доменико Росси                                              |                                          | 10 декабря 2013 года перешёл во фракцию «За Италию».                                                                     |

### Фракция «Гражданский выбор для Италии» в Сенате

#### Общие сведения
Единая фракция «Гражданский выбор для Италии» в Сенате создана 19 марта 2013 года, с 27 ноября 2013 года носила наименование «За Италию» (Per l’Italia). По состоянию на этот же период она насчитывала 19 избранных сенаторов (из них — 2 представителя партии "Будущее и Свобода" и столько же — у Союза Центра), помимо которых также включала основателя партии, пожизненного сенатора Марио Монти. 9 декабря 2013 года 8 человек, включая самого Марио Монти, перешли во вновь образованную фракцию «Гражданский выбор с Монти за Италию» (Scelta Civica con Monti per l’Italia), которая и сохранила принадлежность к партии «Гражданский выбор». С 11 декабря 2013 года фракция именовалась «Гражданский выбор для Италии» (Scelta Civica per l’Italia), в период с 17 по 25 февраля 2015 года была полностью расформирована: 17 и 18 февраля 2015 года шесть членов фракции перешли во фракцию Демократической партии, 25 февраля Марио Монти и Бенедетто Делла Ведова перешли в Смешанную фракцию (Gruppo misto).

#### Руководство фракции «Гражданский выбор для Италии»
| Должность                       | Оригинальное название должности | Депутат           | Начало полномочий | Окончание полномочий | Примечание |
| ------------------------------- | ------------------------------- | ----------------- | ----------------- | -------------------- | ---------- |
| Председатель фракции            | Presidente                      | Джанлука Суста    | 10 декабря 2013   | 17 февраля 2015      |            |
| Первый заместитель председателя | Vicepresidente Vicario          | Алессандро Маран  | 10 декабря 2013   | 17 февраля 2015      |            |
| Секретарь                       | Segretario                      | Стефания Джаннини | 10 декабря 2013   | 4 июня 2014          |            |

#### Руководство фракции «За Италию» в период с 19 марта по 9 декабря 2013 года
| Должность                       | Оригинальное название должности | Депутат           | Начало полномочий | Окончание полномочий | Примечание                                                      |
| ------------------------------- | ------------------------------- | ----------------- | ----------------- | -------------------- | --------------------------------------------------------------- |
| Председатель фракции            | Presidente                      | Лучио Романо      | 6 ноября 2013     |                      | С 10 декабря 2013 года не связан с партией «Гражданский выбор». |
| Председатель фракции            |                                 | Джанлука Суста    | 8 мая 2013        | 5 ноября 2013        | Вышел из фракции 9 декабря 2013 года.                           |
| Председатель фракции            |                                 | Марио Мауро       | 19 марта 2013     | 7 мая 2013           | С 10 декабря 2013 года не связан с партией «Гражданский выбор». |
| Первый заместитель председателя | Vicepresidente Vicario          | Джанлука Суста    | 19 марта 2013     | 7 мая 2013           | С 8 мая 2013 года занимал должность председателя фракции.       |
| Первый заместитель председателя |                                 | Алессандро Маран  | 14 мая 2013       | 8 декабря 2013       | Вышел из фракции 9 декабря 2013 года.                           |
| Заместитель председателя        | Vicepresidente                  | Антонио Де Поли   | 19 марта 2013     | 13 мая 2013          | С 10 декабря 2013 года не связан с партией «Гражданский выбор». |
| Заместитель председателя        |                                 | Лучио Романо      | 14 мая 2013       | 5 ноября 2013        | С 10 декабря 2013 года не связан с партией «Гражданский выбор». |
| Секретарь                       | Segretario                      | Стефания Джаннини | 19 марта 2013     | 8 декабря 2013       | Вышла из фракции 9 декабря 2013 года.                           |

## Участие в правительстве Летта
12 марта 2013 года по предложению Монти был учреждён Временный комитет управления партии (Comitato direttivo provvisorio del partito), и политическим координатором был назначен вновь избранный сенатор Андреа Оливеро.
В ходе консультаций по формированию правительства «Гражданский выбор» согласился поддержать правительство «Большой коалиции» и проголосовал за доверие правительству Энрико Летта. Представитель партии Марио Мауро стал министром обороны (в ноябре 2013 года Мауро ушёл из «Гражданского выбора» во вновь образованную партию «Пополяры за Италию»), а Энцо Моаверо-Миланези в качестве министра без портфеля возглавил Департамент европейской политики при правительстве (it:Dipartimento per le politiche europee). Кроме того, Карло Календа получил должность заместителя министра экономического развития, а Илария Борлетти Буитони и Марио Джиро — должности младшего статс-секретаря (Sottosegretario di Stato) соответственно Министерства культурного наследия и Министерства иностранных дел.

## Уход Марио Монти от руководства и раскол с «пополярами»
17 октября 2013 года Марио Монти подал в отставку с должности председателя «Гражданского выбора» из-за внутренних разногласий в партии.
15 ноября 2013 года временный председатель Альберто Бомбассеи решил разорвать альянс с популяристским Союзом Центра, сохранив, однако, единые фракции в обеих палатах парламента. Группа членов «Гражданского выбора» — «пополяров» во главе с Марио Мауро, недовольных политическим курсом партии, вышла из неё и основала новую — Пополяры за Италию.
16 ноября 2013 года Национальным съездом после ухода «пополяров» единогласно избрано новое руководство «Гражданского выбора»: Альберто Бомбассеи — на должность председателя, Ренато Бальдуцци — первого заместителя председателя, Илария Борлетти-Буитони — заместителя председателя, Стефания Джаннини — национального секретаря и политического координатора. Ассамблея также подтвердила, что в основе её политики сохраняется программа Марио Монти.

## Участие в правительстве Ренци
22 февраля 2014 года принесло присягу правительство под председательством Маттео Ренци; Министерство образования, университетов и исследований в нём возглавила представительница «Гражданского выбора» Стефания Джаннини. 28 февраля 2014 года в министерствах были замещены вакансии младших статс-секретарей (Sottosegretario di Stato) и заместителей министров (Viceministro), часть этих мест досталась представителям «Гражданского выбора».
6 февраля 2015 года было объявлено о переходе министра образования Стефании Джаннини и заместителя министра экономического развития Карло Календа из Гражданского выбора в Демократическую партию.
| Ведомство                                                   | Должность               | Имя                     | Примечания                                             |
| ----------------------------------------------------------- | ----------------------- | ----------------------- | ------------------------------------------------------ |
| Министерство образования, университетов и исследований      | Министр                 | Стефания Джаннини       | 6 февраля 2015 года вышла из партии Гражданский выбор. |
| Министерство экономического развития                        | Заместитель министра    | Карло Календа           | 6 февраля 2015 года вышел из партии Гражданский выбор. |
| Министерство иностранных дел                                | Младший статс-секретарь | Бенедетто Делла Ведова  | 25 февраля 2015 года вышел из партии.                  |
| Министерство экономики и финансов                           | Младший статс-секретарь | Энрико Дзанетти         |                                                        |
| Министерство культурного наследия и культурной деятельности | Младший статс-секретарь | Илария Борлетти Буитони |                                                        |

## Уход в отставку Альберто Бомбассеи
10 апреля 2014 года Альберто Бомбассеи направил руководству партии письмо об уходе с должности председателя из-за несогласия с проводимым политическим курсом (в частности — отставка правительства Летта, отказ «Гражданскому выбору» в получении министерского портфеля в финансово-экономическом блоке правительства Ренци, отказ партии от активного участия в изменении избирательного закона).

## Европейские выборы 2014 года
В преддверии выборов в Европейский парламент 2014 года «Гражданский выбор» вошёл в коалицию «Европейский выбор» (Scelta Europea) Ги Верхофстадта. 12 апреля 2014 года в Милане началась предвыборная кампания, которую возглавила Стефания Джаннини, 17 апреля опубликованы списки коалиции по итальянским округам.
В ходе выборов 25 мая 2014 года коалиция «Европейский выбор» набрала в Италии 197 942 голоса (0,72 %) и не получила ни одного места в Европейском парламенте.

## Кризис в партии после провала на европейских выборах 2014 года
4 июня 2014 года Стефания Джаннини объявила об отставке с должностей политического координатора партии и секретаря фракции в Сенате, Андреа Романо объявил об отставке с должности лидера фракции в Палате депутатов в знак поддержки реформ Маттео Ренци. Партию временно, до намеченной Национальной ассамблеи, возглавил первый заместитель председателя партии Ренато Бальдуцци.
6 февраля 2015 года новым свидетельством внутрипартийного кризиса стало объявление о переходе из Гражданского выбора в Демократическую партию пяти сенаторов (в том числе министра образования Стефании Джаннини), двух членов Палаты депутатов и одного заместителя министра. Эта демонстративная акция состоялась в преддверии назначенного на 8 февраля 2015 года национального съезда, на котором ожидается наконец избрание нового лидера.

## Первый съезд: избрание лидером Энрико Дзанетти и выход из партии Марио Монти
8 февраля 2015 года состоялся первый съезд партии, на котором с триумфальным результатом 384 голоса (94 %) национальным секретарём был избран младший статс-секретарь Министерства экономики и финансов Энрико Дзанетти. Его противниками были Лучана Кадзанига (Luciana Cazzaniga) и Бенедетто Делла Ведова (последний сам снял свою кандидатуру до выборов). Развал фракции «Гражданского выбора» в Сенате, происходивший в эти же дни, Дзанетти, имея в виду нелояльность перешедших в Демократическую партию сенаторов, описал следующим образом: «Возможно, мы никогда не имели этой фракции». Основатель партии, пожизненный сенатор Марио Монти также её оставил, и программой нового лидера был провозглашён курс на освобождение от имиджа «монтианства» и укрепление партийных организаций на местах. Также на съезде стало известно о переходе в партию члена Палаты депутатов Паолы Пинна, прежде входившей во фракцию Движения пяти звёзд, что давало надежду на новую жизнь Гражданского выбора «после Монти».

## Раскол Дзанетти
14 июля 2016 года Дзанетти и трое его единомышленников — Мариано Рабино, Джулио Чезаре Соттанелли, Анджело Антонио Д'Агостино — вышли из фракции Гражданского выбора в Палате депутатов и создали в Смешанной фракции новую партийную группу «Гражданский выбор — граждане за Италию» в союзе с Либерально-популяристским альянсом-Автономиями (ALA) Дениса Вердини, сохранив за своей группой партийную символику и название. Группа ALA в Палате насчитывает 10 депутатов, но к новому объединению присоединился ещё один участник — депутат от партии «Делать!» (Fare!).
21 июля 2016 года 16 депутатов, не согласных с действиями Дзанетти, потребовали созыва правления партии для оценки создавшейся ситуации. Они также выразили убеждение, что права на символику и название партии должны остаться у большинства её представителей в парламенте.
8 августа 2016 года правление поддержало курс Дзанетти на союз с Вердини, и те же шестнадцать «диссидентов» объявили о намерении опротестовать данное решение в суде.
12 октября 2016 года президиум Палаты депутатов признал права Дзанетти на наименование партийной группы, а оставшиеся 15 членов бывшей группы «Гражданского выбора» были вынуждены принять новое наименование: Civici e Innovatori («Граждане и инноваторы»).

## Парламентские выборы 2018 года и роспуск
19 декабря 2017 года «Гражданский выбор» вошёл в предвыборный список «Noi con l’Italia» (Мы с Италией).
4 марта 2018 года это объединение пошло на очередные парламентские выборы в составе правоцентристской коалиции, основу которой составили Вперёд, Италия и Лига Севера, и заручилось поддержкой чуть более 1 % избирателей, не получив ни одного места в парламенте.
Решением парламентской Комиссии по обеспечению исполнения уставов и по прозрачности и проверке отчётов политических партий от 24 июля 2019 года «Гражданский выбор» исключён из реестра действующих партий.

## Основные положения Устава
Устав принят Национальной ассамблеей партии 26 июня 2013 года.

### Цели
Статья 2 устава гласит, что «Гражданский выбор» является политическим движением, основанным на принципах демократии и уважения положений и духа итальянской конституции, которое имеет своей целью обновление политической, социальной и экономической систем Италии и стремлении к осуществлению следующих задач: усиление европейской интеграции и единства Европы; обновление политического класса, возвращение морали в политику и снижение стоимости политического аппарата; принцип равенства возможностей мужчины и женщины без дискриминации по признаку пола, расы, языка, религии, условий личного и общественного бытия; защита частной экономической свободы и инициативы; модернизация налоговой системы в соответствии с критериями эффективности и равенства перед законом; защита семьи как основной ячейки общества, необходимой для сосуществования людей в обществе и поддержки наиболее слабых; поощрение научных исследований в школе и университете и т. д.

### Организационная структура
В соответствии со статьёй 8 устава, организационная структура «Гражданского выбора» делится на территориальный, провинциальный, региональный и национальный уровни, отдельные институции возможны также на европейском и международном уровнях. Согласно ст. 14 устава, партия имеет следующие национальные органы управления:
- Национальный съезд (il Congresso nazionale);
- Национальная ассамблея (l’Assemblea nazionale);
- Национальная дирекция (la Direzione nazionale);
- Президиум (il Comitato di presidenza);
- Председатель (il Presidente);
- Политический координатор (il Coordinatore politico);
- Финансовый директор (il Responsabile finanziario);
- Ревизионная коллегия (il Collegio dei Revisori dei Conti);
- Национальная коллегия третейских судей (il Collegio nazionale dei Probiviri).